# اقتصاد محیط زیست
اقتصاد محیط زیست (به انگلیسی: Environmental economics) به‌طور کلی شامل مراحل ذیل می‌باشد: ارزیابی اهمیت اقتصادی انحطاط محیط زیست و یافتن علل اقتصادی این انحطاط و ارائه انگیزه‌های اقتصادی لازم جهت کند کردن، متوقف کردن، و برعکس کردن روند این انحطاط.

## منشأ اقتصاد محیط زیست
عملاً منشأ اقتصاد زیست‌محیطی در سال ۱۹۶۰ یعنی در زمان شروع اولین موج مدرن تفکر «سبز» و برداشت‌هایسیاسی در کشورهای پیشرفته، که به محیط زیست گرایی (او ریوردان، ۱۹۸۳) معروف است، می‌باشد. بدون تردید شالوده اقتصاد زیست‌محیطی در طول دهه ۱۹۶۰ استوار گردید. اقتصاد زیست‌محیطی شاخه‌ای از علم اقتصاد بوده و تاریخچه مشترکی با رشته مادری آن دارد. برخی از ایده‌های بنیادینی که چارچوب اقتصاد زیست‌محیطی را بنا نموده‌اند، ریشه در قرن نوزدهم میلادی دارند.

## آلودگی محیط زیست به مثابه یکهزینهخارجی
از آنجایی که اقتصاد، یک سیستم باز می‌باشد، سه فرایند اصلی (استخراج، فرآیندسازی یا تولید و مصرف) تماماً متضمن تولید ضایعاتی است که در نهایت به محیط زیست (به هوا، آب یا زمین) بازگردانده می‌شوند. وجود ضایعات فراوان در مکان و زمان نامناسب موجب بروز تغییرات بیولوژیک در محیط زیست خواهد شد، که خود باعث آسیب به حیوانات، گیاهان و اکوسیستم می‌شوند. چنانچه خسارات زیست‌محیطی به سلامتی و بهداشت انسان آسیب رسانده یا به طریقی اثر منفی بر رفاه انسان بگذارند، اقتصاددانان بر این عقیده هستند که آلودگی اقتصادی روی داده‌است.

## بهره‌برداری از منابع غیرقابل تجدید و تجدیدشونده
بر اساس مدل تعادل مواد در نقطه تلاقی اقتصاد و محیط زیست، عملیات استخراج (و برداشت) منابع شروع فرایند فعالیت اقتصادی می‌باشند. به‌طور ساده می‌توان منابع را به دو گروه فناپذیر (یا غیرقابل تجدید) و منابع تجدید شونده طبقه‌بندی نمود. مورد اول مقدار آن ثابت است و استفاده از آن در یک مدت زمان مشخص به معنی دسترسی کمتر به آن در سایر مواقع است. مبنای اقتصاد منابع غیرقابل تجدید توسط گری (۱۹۱۴) و هتلنیگ (۱۹۱۳) مدون و فرمول‌بندی گردید. تحلیل آن‌ها بر این اساس بود که منابع جهان ممکن است سریعاً استخراج شده و به صورت نازلی به هدر روند.

## رشد اقتصادی، رشد جمعیت و محیط زیست
فعالیت اقتصادی را می‌توان به عنوان فرایندی از تغییر شکل مواد و انرژی تلقی کرد. از آنجایی که مواد و انرژی را نمی‌توان در مفهوم مطلق آن از بین برد (قانون اول ترمودینامیک)، بنابراین آن‌ها مجدداً به شکل ضایعات ظهور یافته نهایتاً به محیط زیست بازمی‌گردند. بدین ترتیب هرچه دستاوردهای اقتصادی کلان‌تر باشند، ضایعات تولیدی بیشتر خواهند بود. اگر فکر کنیم محیط‌هایی که مجبور به پذیرش ضایعات هستند مانند رودخانه‌ها، محل‌های تخلیه زباله در زمین، دریا‌ها، اتمسفر ظرفیت محدودی برای جذب آن‌ها دارند، آن گاه احتمال وجود محدوده‌ای برای  توسعه اقتصاد روشن می‌شود. توسعه اقتصادی بر حسب میزان افزایش بازده ملی، یا تولید ناخالص ملی (GNP) برآورد می‌شود.
افزایش در مقدار تولید ناخالص ملی معمولاً به عنوان رشد اقتصادی شناخته می‌شود؛ بنابراین احتمالاً محدوده‌ای برای رشد اقتصادی وجود دارد. همگام با افزایش رشد، مقدار ضایعات نسبت به ظرفیت محدود محیط طبیعی برای جذب آنها، افزایش می‌یابد. زمانی که مقدار ضایعات از ظرفیت جذب فزون‌تر گردد، ممکن است خسارات شدیدی بر محیط زیست وارد آمده و سطح رفاه بیشتری عملاً افت پیدا کند. ما این محدودیت در برابر رشد را «محدودیت پذیرش ضایعات» می‌نامیم.

## روش‌های ارزیابی هزینه‌ها و منافع محیط زیست
ارزیابی اقتصادی بدین معنی است که ما اثرات زیست‌محیطی را بر حسب مبالغ پولی بیان می‌کنیم. تحلیل هزینه_فایده، قدیمی‌ترین روش ارزیابی اقتصادی است که در آن هزینه و منافع یک پروژه برای بیان میزان سودمند بودن آن، مورد بررسی قرار می‌گیرند. نظریه تحلیل هزینه_فایده هیچ محدودیتی در مورد ماهیت هزینه‌ها و منافع پروژه اعمال نمی‌کند. یعنی تمام هزینه‌ها و منافعی که بر محیط زیست وارد می‌شود نیز بخشی از مطالعه هزینه_فایده خواهد بود.